# Karl Pichler
Karl Pichler (Gargazzone, 2 de diciembre de 1937) es un deportista austríaco que compitió en bobsleigh. Ganó una medalla de plata en el Campeonato Europeo de Bobsleigh de 1966, en la prueba doble.

## Palmarés internacional
| Campeonato Europeo | Campeonato Europeo           | Campeonato Europeo | Campeonato Europeo |
| Año                | Lugar                        | Medalla            | Prueba             |
| ------------------ | ---------------------------- | ------------------ | ------------------ |
| 1966               | Garmisch-Partenkirchen (RFA) | Medalla de plata   | Doble              |